# Tháng năm hạnh phúc ta từng có
Tháng năm hạnh phúc ta từng có (tên gốc tiếng Thái: ฮาวทูทิ้ง ทิ้งอย่างไรไม่ให้เหลือเธอ, còn được biết rộng rãi tại thị trường quốc tế với tên tiếng Anh: Happy Old Year) là một bộ phim điện ảnh Thái Lan năm 2019 do đạo diễn Nawapol Thamrongrattanarit và hãng GDH 559 phát hành. Phim có sự tham gia diễn xuất của Chutimon Chuengcharoensukying và Sunny Suwanmethanon.

## Nội dung
Nữ thiết kế Jean cùng anh trai Jay lên kế hoạch cải tạo căn nhà đang ở thành văn phòng làm việc để tiết kiệm chi phí bằng cách vứt bỏ bớt những món đồ không dùng nữa. Trong quá trình dọn dẹp, Jean bỗng phát hiện ra chiếc máy của Aim. Cả hai từng có thời gian mặn nồng bên nhau nhưng lại chia tay chẳng lời từ biệt hệt như vứt một món đồ vào thùng rác vậy. Nhưng vứt bỏ một con người thì chẳng thể nào giống như vứt bỏ đồ vật được. Song, chính những vật dụng ấy lại khiến cô nhớ về những kỷ niệm xưa. Thông qua những vật dụng cũ, họ như bước vào cỗ máy thời gian để nhìn lại những tháng ngày đã qua, cảm nhận được được niềm hạnh phúc xưa tưởng chứng đã rơi vào quên lãng. Song, quá khứ vẫn mãi là quá khứ. Hiện tại, Jean và Aim đã là những con người khác với cuộc sống hoàn toàn mới. Liệu cả hai sẽ bước tiếp theo những hướng khác hay cho nhau thêm một cơ hội?.

## Diễn viên
- Chutimon Chuengcharoensukying vai Jean
- Sunny Suwanmethanon vai Aim
- Sarika Sartsilpsupa vai Mee
- Apasiri Nitibhon vai mẹ Jean
- Thirawat Ngosawang vai Jay
- Patcha Kitchaicharoen vai Pink
- Wasu Pluemsakulthai vai Bam
- Bhumibhat Thavornsiri vai Toey
- Neennara Boonnithipaisit vai Jean (nhỏ)
- Phachaya Ngamboonsin vai Jay (nhỏ)
- Parkin Tangtarntana vai bố Jean
- Naphasorn Sriwilas vai Pin
- Kelvin Wong vai Noon
- Jitipat Vorakitpipat vai bố Aim
- Philaiwan Khamphirathat vai mẹ Bam
- Thanyathan Phonsattha vai Korn
- Natda Chawawanid vai Yok

## Ca khúc nhạc phim
- ทิ้งแต่เก็บ (Ting Dtae Gep) - The Toys